# Shirley Elliot
Shirley Elliot (ur. 2 września 1988) – francuska judoczka. Startowała w Pucharze Świata w  2008, 2009, 2013 i 2014. Brązowa medalistka igrzysk śródziemnomorskich w 2013. Wicemistrzyni Francji w 2012 roku.